# راشد ونورة (مجلة)
مجلة راشد هي مجلة قطرية أسبوعية، تحولت فيما بعد لتصدر شهرياً. صدر العدد 194 في 25 ديسمبر عام 2002م، كانت المجلة ملحقاً لجريدة الراية التي تصدرها شركة الخليج للنشر والطباعة.
قطع المجلة 27,5×21 سم، وعلى الصفحة الثالثة منها فهرس مصور إلى جوار الترويسة. توجه إلى سن 7 إلى 17 سنة دون الإشارة إلى ذلك، المقدمة منشورة على صفحتين وموقعة باسم «عمو علاء» أي علاء السعيد مدير التحرير، تحت عنوان «حكمة وكلمة» يحكي فيها إحدى القصص أو خبرة من خبراته.
يصل عدد صفحات القصص الكرتونية إلى 6 صفحات من بين 52 صفحة ملونة ومصقولة، تعتمد المجلة فيها على مساهمات القراء، وعلى الأبواب المعرفية وذلك في أبواب أحباب الله وسلم المعرفة التي تبلغ 41 صفحة، والصور فيها مأخوذة من رسومات عالمية أو ما شابه، كما تعتمد المجلة على مراسلات الأصدقاء في باب راشد ونورة في عيون الأصدقاء وباب منوعات. كما تعتمد المجلة على التسالي والمسابقات الملونة مثل الاختلافات، وأظرف تعليق، وأجمل الألوان، والعب وتعلم، ومن البارز في المجلة أن أغلب التسالي هي مسابقات مدفوعة الجوائز، تنشر المجلة صور الأطفال بأسلوب مكثف، وعلى امتداد صفحات عديدة، منها صفحات نتائج الصفحات وصفحات باب أحلام العصافير، وهناك صفحات للصغار فقط، تطلب من الأطفال الأكبر سناً قراءة قصص لأخوانهم الصغار، وهي قصص نثرية بعضها طويل، كما تنشر المجلة مع كل عدد أكثر من قصة أدبية، ومساهمات الأصدقاء في نادي الموهوبين وبريد المجلة، وتنشر المجلة قصصاً من آداب الشعوب دون الإشارة إلى مؤلفها رغم وجود إشارة إلى البلد المصدر، عدد الصفحات التي تنشر فيها صور الأطفال تصل أحياناً إلى 10 صفحات، وشعار المجلة مطبوع على الغلاف: للصغار والكبار، ولكل الأعمار. لا تعتمد المجلة على الإعلانات، وتوجد إشارات إلى بعض محتويات العدد على الغلاف.

## الأبواب
- أحباب الله
- سلم المعرفة
- راشد ونورة في عيون الأصدقاء
- منوعات
- بأقلام الأصدقاء
- أجمل الألوان
- أحلام العصافير
- للصغار فقط
- نادي الموهوبين
- ابتسامات الأصدقاء
- لغتنا الجميلة
- بريد المجلة
- من قصص الشعوب
- حديقة الأصدقاء
- من نوادر جحا

## طاقم العمل
رئيس مجلس الإدارة: عبد الله بن خليفة العطية
المدير العام: محمد علام
مدير التحرير: علاء السعيد

### الكُتَّاب
شهيرة خليل
علاء السعيد

### الرَّسامون
آمال خطاب
هدى المرشدي
جمال عبد النبي
عبد العزيز صادق